# Димбовіца (повіт)
Димбовіца (рум. Dâmboviţa) — жудець на півдні Румунії, на південних схилах Східних Карпат. Адміністративний центр — Тирговіште.

## Географія
Річки: Яломіца.

## Господарство
Димбовіца — один з найдавніших центрів нафтодобувної промисловості. Здійснюється також видобуток лігнітів (Шотинга). Виробництво нафтоустаткування, деревообробна галузь.
У сільському господарстві культивуються кукурузда, пшениця, цукровий буряк, соняшник, картопля. Садівництво (головним чином — слива). Скотарство.

## Адміністративний поділ

### Муніципії
- Тирговіште
- Морені

### Міста
- Ґеєшті
- Пучіоаса
- Тіту
- Фієні